# 寒山

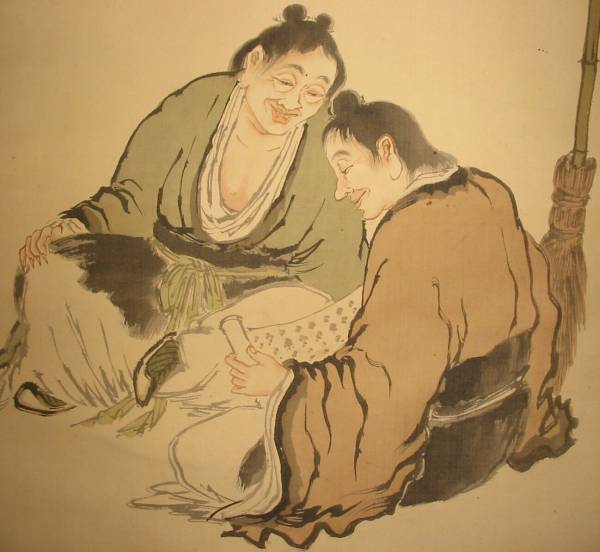
尾竹国観筆「寒山拾得図」（部分）個人蔵

寒山（かんざん、生没年不詳）は、中国唐代に台州にある天台山の国清寺にいたとされる伝説的な風狂僧。『寒山子詩』の作者とされる。後世、拾得と共に有髪の姿で禅画の画題とされる。

## 人物像
伝歴は不明な点が多く、時代も初唐の人とされる。他にも貞観年間（627年-649年）の人とも、大暦年間（766年-779年）ともいわれている。しかし『寒山子詩』の中唐以降の詩風とは一致していない。その名は、始豊県西方70里の寒巌である翠屏山（すいへいざん）を居所としていたことにちなむものとされる。その山は暑気のきびしい時にも残雪があり、寒巌と名付けられていたので、自ら寒山子と号したという。その風姿は、痩せこけたもので、樺の冠をかむり、衣はボロで木靴を履いた奇矯なものであったという。食事は、国清寺の厨房を任される拾得から残飯を得ていたといい、寺僧に咎められると、大笑いして走り去ったという。虎を連れた姿で知られる豊干禅師の弟子とされ、豊干を釈迦、寒山を文殊、拾得を普賢の化身に見立てるものもある。
台州刺史の閭丘胤が国清寺を訪ねた時、拾得と共に大笑しながら寒巌に姿を隠し、二度と姿を見ることは無くなったとされる（森鷗外が、「寒山拾得」として作品化している）。その後、山中の諸処に書かれていた詩300篇余りが発見され、それが『寒山子詩』であるとされている。寒山の詩は皆竹や木や壁に書かれたといわれ、題名がない。その内容は雑多であり、とうてい一人の作者の手になるとは考えられないが、その大部分は仏教的な勧俗的で、王梵志の影響を受けている。豊干と拾得の詩を合わせて収められており、『寒山詩集』『三隠集』ともいう。
『宋高僧伝』巻19「感通篇」に、「唐天台山封干（豊干）師伝」があり、寒山子・拾得として附伝されており、『景徳伝灯録』巻27にも、「天台豊干禅師　天台寒山子　天台拾得」として記録されている。
なお道教史書を数々編纂した五代の杜光庭による『仙伝拾遺』中にも、寒山が収められており、そこでは道士が『寒山子詩』を集めたことになっている。

## 寒山ギャラリー

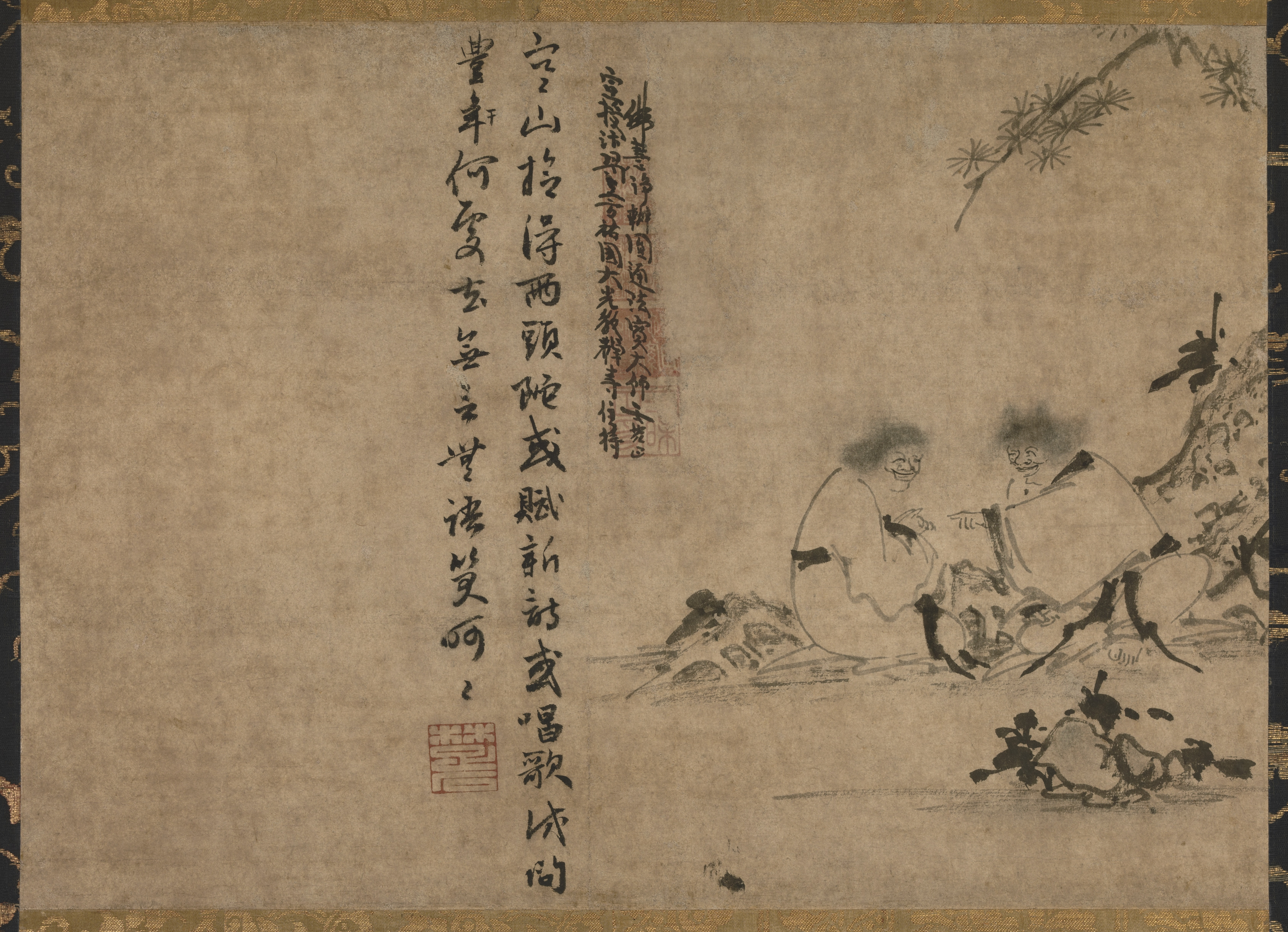
因陀羅[1]筆「寒山拾得図[2]」元 14世紀 （国宝）
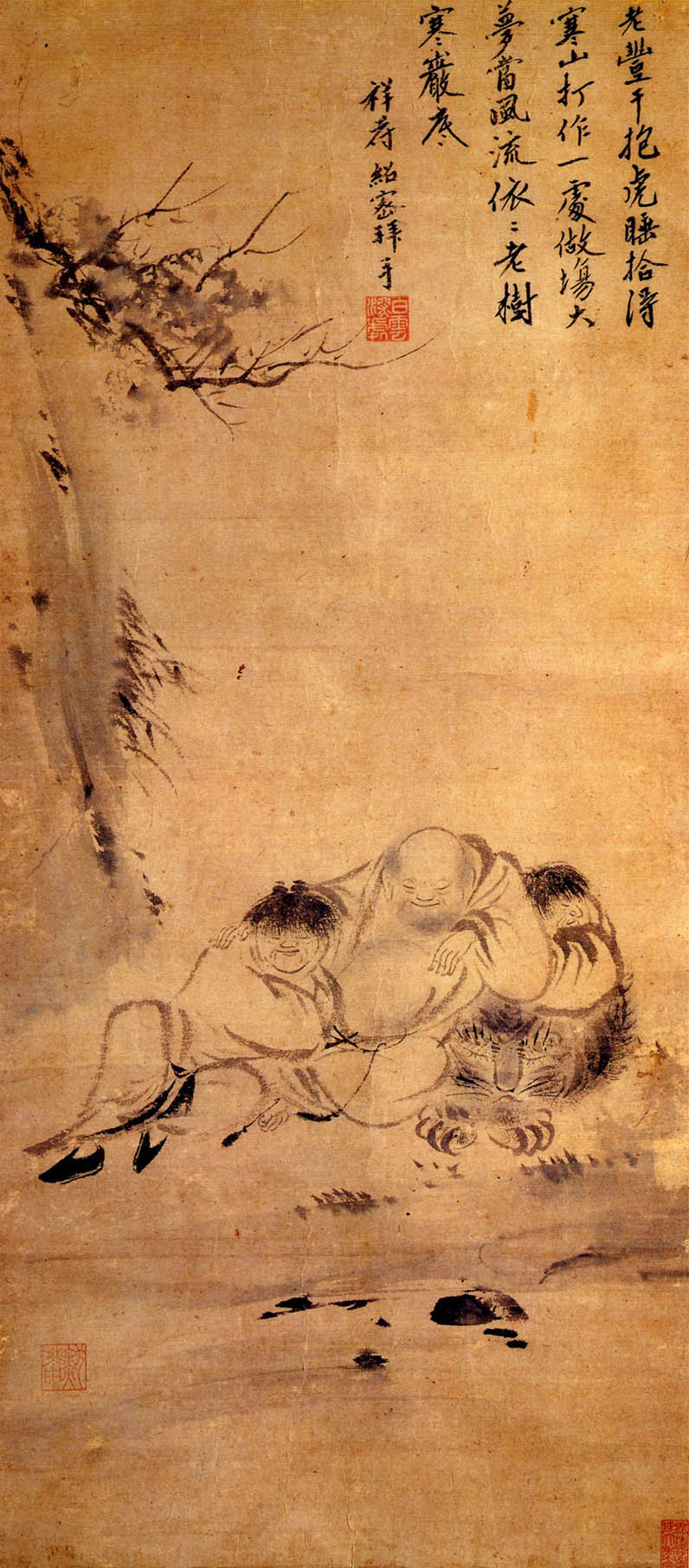
黙庵筆「四睡図」
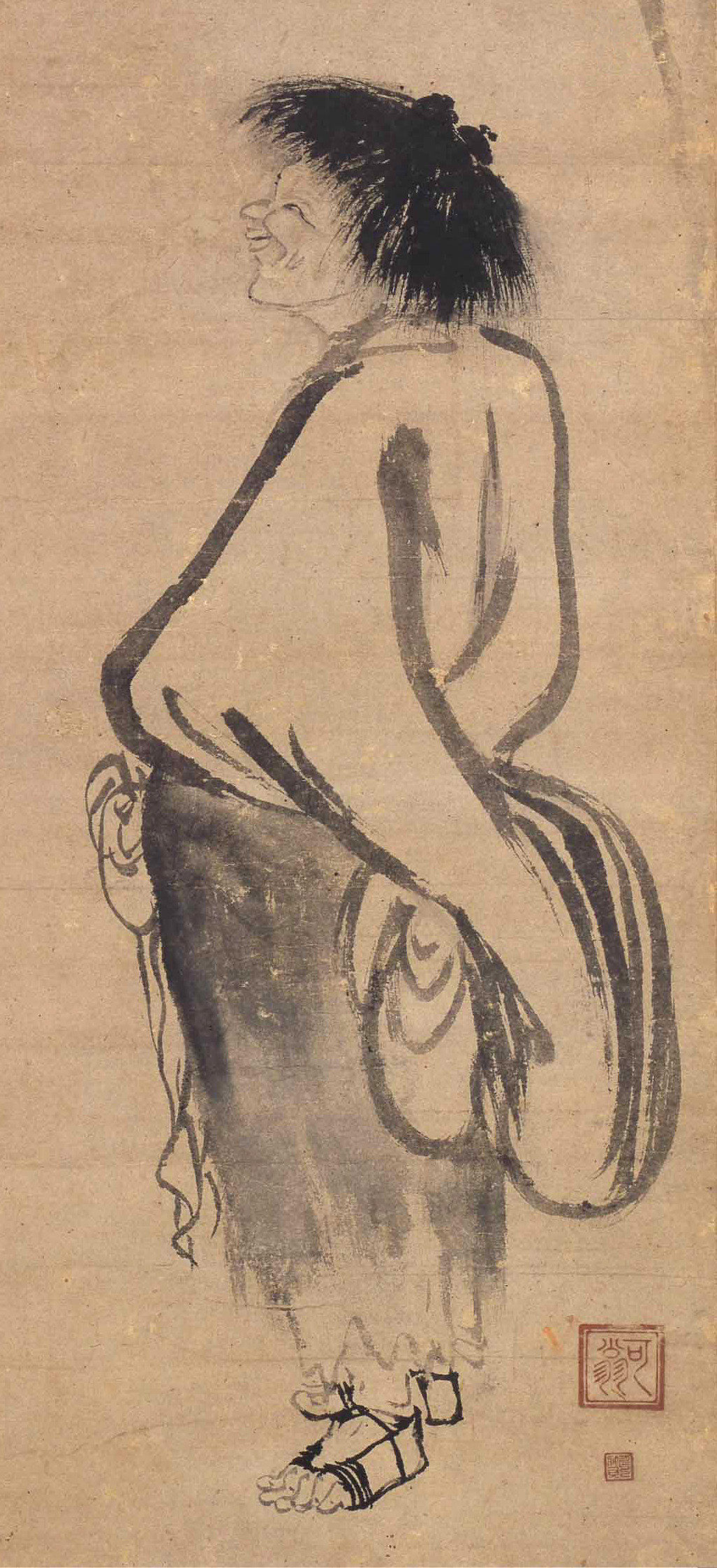
可翁筆「寒山図」国宝
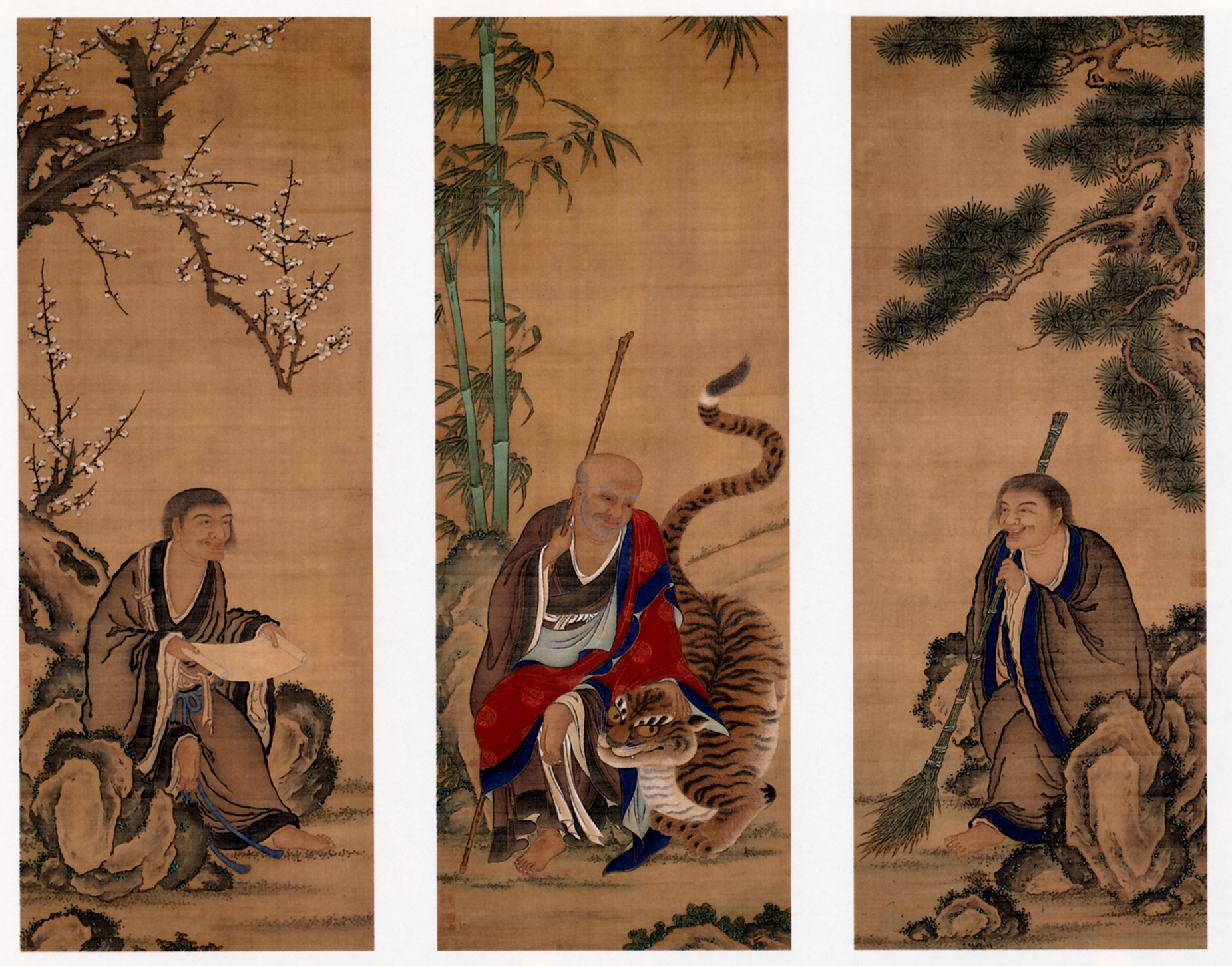
上野若元筆「豊干寒山拾得図」
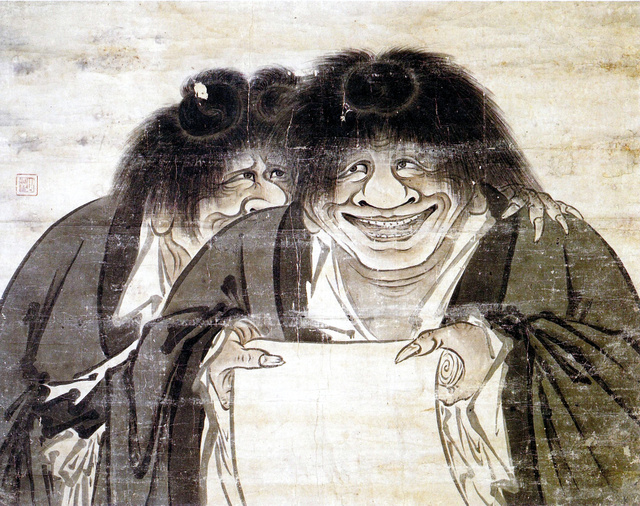
狩野山雪筆「寒山拾得図」重要文化財
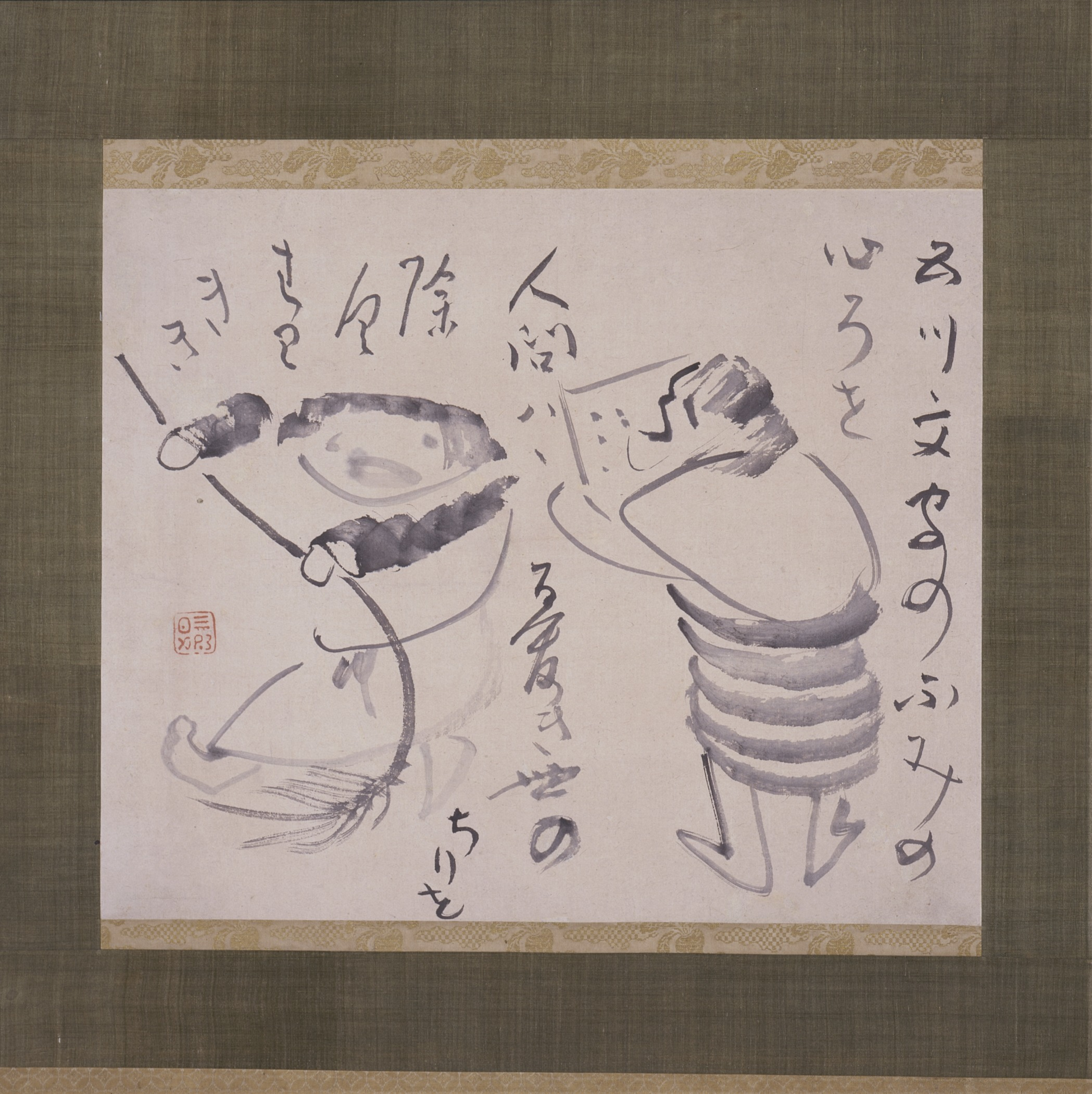
仙厓義梵筆「寒山拾得図」
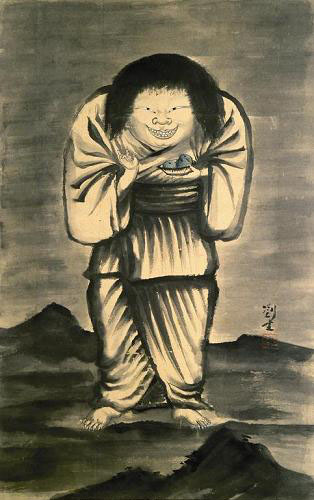
岸田劉生筆「寒山風麗子像」

## 文献
- 入矢義高『中国詩人選集5　寒山』（岩波書店, 初版1958年） ISBN 4001005042
  - 『新修 中国詩人選集1　陶淵明・寒山』 岩波書店、1984年。前者は一海知義注
- 西谷啓治『寒山詩』 筑摩書房, 1986年
  - 『寒山詩・詩偈　西谷啓治著作集 第12巻』（創文社, 1987年） ISBN 442319712X。※後者は日本の禅僧作品
  - 『禅家語録2　寒山詩 ほか』（筑摩書房〈世界古典文学全集 第36巻B〉、初版1974年、復刊1984年、2004年）
- 入谷仙介・松村昂『禅の語録13 寒山詩』（筑摩書房，1970年、新版2016年） ISBN 4480323139